# アライグマ回虫
アライグマ回虫（アライグマかいちゅう、アライグマ蛔虫、学名：Baylisascaris procyonis）とは、アライグマを終宿主とする回虫の1種。

## 形態および生態
成虫は円筒形で、長さが雄で9 - 11センチメートル、雌は20 - 22センチメートルで、アライグマ（Procyon lotor）やイヌの小腸に寄生する。雌は腸管内で1日あたり10万個を超える膨大な数の虫卵を産出する。外界に排出された虫卵は、2週間から4週間をかけて感染能を備えた成熟卵に発育する。この成熟卵をアライグマが経口的に摂取すると、腸管内で幼虫が孵化し、数回の脱皮を経て、成虫となる。アライグマ以外の動物は待機宿主となる。待機宿主はアライグマ回虫の虫卵で汚染された土壌、餌などを介して感染し、腸管内で孵化した幼虫は、血流等を通じて臓器、眼、脳等に侵入する。

## 分布
アメリカ、ヨーロッパおよび日本のアライグマからの検出報告がある。日本では、2000年の時点で、複数の動物園水族館で飼育されるアライグマからの検出事例や、東日本の施設で飼育されるアナウサギ（Oryctolagus cuniculus）の集団感染事例がある。このうち飼育アライグマにおけるアライグマ回虫の流行は、アライグマが2000年に狂犬病予防法の検疫対象動物に指定されたことに加え、飼育施設における回虫防除対策が実施されたことにより清浄化した。なお、アライグマは各地で野生化しているが、幸いにも野生個体からのアライグマ回虫の検出事例はない。一方、野生化アライグマからは、在来タヌキから感染したと想定されるタヌキ回虫（Toxocara tanuki）が高率に検出される。タヌキ回虫はアライグマ回虫と形態学的特徴が類似していることから、両者の鑑別には注意を要する。
アライグマは前述の狂犬病予防法に加え、2005年より特定外来生物による生態系等に係る被害の防止に関する法律で輸入や飼育が原則禁止されたことにより、アライグマに随伴する形でアライグマ回虫が国内に持ち込まれるリスクは低い。しかしながら、アライグマ以外の様々な動物が待機宿主となることから、エキゾチックペット等の他種の輸入動物を介して持ち込まれる可能性があり、継続的な監視が求められる。

## 人体への影響
感染してから発症するまでおよそ1週間から4週間で、吐き気、倦怠感、運動失調、不随意運動および昏睡がみられ、重症例では死亡する。眼に幼虫が侵入した場合は失明することがある。アメリカ合衆国では、1981年以降に12例の発症が報告され、うち3名が死亡している（いずれも小児）。発生例自体が希少であり、また特徴的な症状がないため、看過されている可能性がある。日本では人体症例の報告はない。